# Dear Music 〜15th Anniversary Album〜
『Dear Music 〜15th Anniversary Album〜』（ディア・ミュージック フィフティーンス・アニバーサリー・アルバム）は、平原綾香11枚目のオリジナル・アルバム。EMI Recordsから2018年5月9日に発売された。

## 解説
平原自身の音楽のルーツとなったクラシックやミュージカルなどが中心に収録されており、平原が作詞・作曲した「Smile Song」といきものがかりの水野良樹が作曲した「これから」、デビュー・シングル「Jupiter」を含めた計15曲が収録された。

## 収録曲
1. これから
作詞・作曲：水野良樹 / 編曲：亀田誠治
配信限定シングル
2. Smile Song
作詞・作曲：平原綾香 / 編曲：Nicolas Farmakalidis
新曲。アドベンチャーワールド2018年CMイメージソング
3. Beautiful
作詞・作曲：Carole King / 訳詞：湯川れい子
4. You’ve Got A Friend
作詞・作曲：Carole King / 訳詞：湯川れい子
5. （You Make Me Feel Like）A Natural Woman
作詞・作曲：Gerry Goffin・Carole King・Jerry Wexler / 訳詞：湯川れい子
6. Chim Chim Cher-ee
作詞・作曲：Richard M. Sherman・Robert B. Sherman
後に32ndシングル『幸せのありか』のカップリングとしてリカット収録された。
7. Supercalifragilisticexpialidocious
作詞・作曲：Richard M. Sherman・Robert B. Sherman
後に『幸せのありか』のC/Wとしてリカット収録された。
8. Night in Tunisia (Concert Tour Version)
作曲：Dizzy Gillespie & Frank Paparelli / 編曲：岡田治郎
6thアルバム『ドキッ!』収録曲のライブ音源
9. I'm Beginning To See The Light
作詞：Duke Ellington・Harry James / 作曲：Don George・Johnny Hodges
10. Look With Your Heart 〜こころでみつめて〜
作詞：Glenn Slater・翻訳/訳詞：竜真知子 / 作曲：Andrew Lloyd Webber
11. Love Never Dies〜愛は死なず
作詞：Glenn Slater・翻訳/訳詞：竜真知子 / 作曲：Andrew Lloyd Webber
クラシック・カバー・アルバム『my Classics 2』収録曲
12. The Sound of Music 〜サウンド・オブ・ミュージック〜
作詞：Oscar Hammerstein II、訳詞：もりちよこ / 作曲：Richard Rodgers
13. The Lonely Goatherd 〜ひとりぼっちの山羊飼い〜
作詞：Oscar Hammerstein II、訳詞：もりちよこ / 作曲：Richard Rodgers
14. Time To Say Goodbye (Concert Tour Version)
作詞・作曲：Francesco Sartori・Lucio Quarantotto・Frank Peterson
アンドレア・ボチェッリおよびサラ・ブライトマンの楽曲のカバー
15. Jupiter
作詞：吉元由美 / 作曲：グスターヴ・ホルスト / 編曲：坂本昌之
原曲：グスターヴ・ホルスト「惑星『木星』」
1stシングル